# Tarragona (stad)

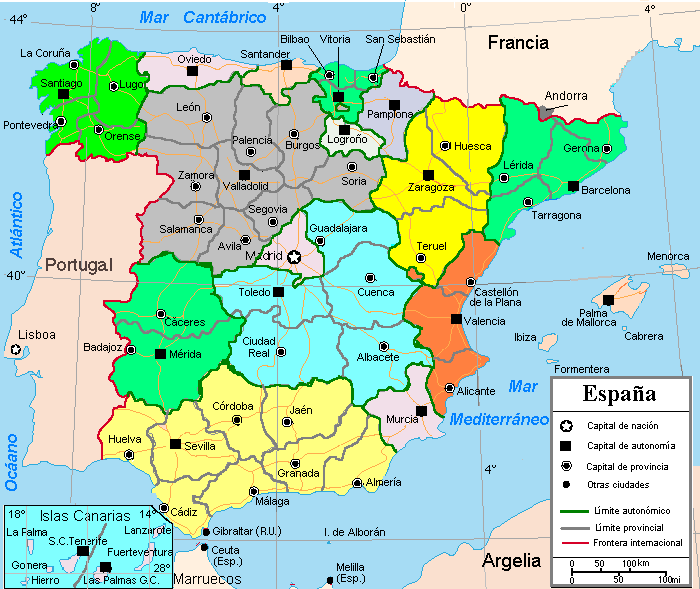
Kaart van Spanje

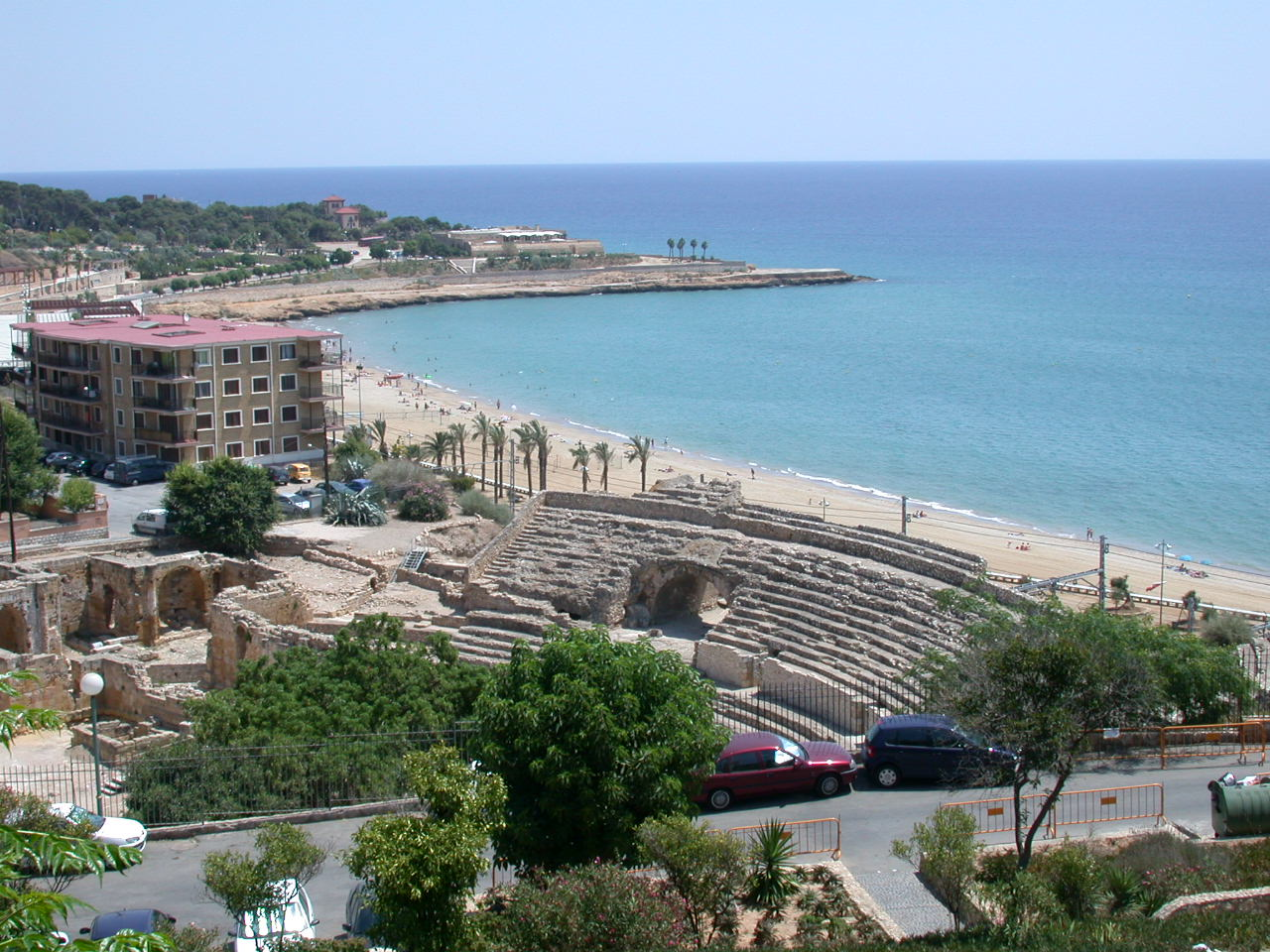
Kustlijn in Tarragona

Tarragona is een stad en gemeente in de Spaanse autonome regio Catalonië. Het is de hoofdstad van de provincie Tarragona en de comarca Tarragonès.
De stad Tarragona ligt aan de Costa Daurada, op een hoogte van 6 meter boven het niveau van de Middellandse Zee, en had op 1 januari 2016 een inwonertal van 131.094. In de agglomeratie van Tarragona wonen echter zo'n 675.000 mensen. Tarragona heeft een mediterraan klimaat, vrijwel gelijk aan dat van Barcelona.
De paasprocessies die tijdens de Heilige Week (Semana Santa) plaatsvinden, zijn door de Catalaanse regering tot cultureel erfgoed bestempeld. Tarragona staat ook bekend om de viering van het carnaval in de lente.
Vlak bij Tarragona liggen de toeristische badplaats Salou en een van de grootste pretparken van Europa, Port Aventura.

## Geschiedenis
De stad die thans Tarragona heet, werd oorspronkelijk gesticht en bewoond door de Feniciërs, een volk afkomstig uit Kanaän. In de 2e eeuw v.Chr., tijdens de Tweede Punische Oorlog, kwam de stad in handen van de Romeinen en kreeg van hen de naam Colonia Iulia Urbs Triumphalis Tarraco, afgekort Tarraco. Het werd de hoofdstad van de toenmalige provincie Hispania Tarraconensis, die een groot gedeelte van het huidige Spanje omvatte.
Tarragona is een havenstad, en een groot deel van de economische activiteiten is gebaseerd op (petro-)chemische industrie, waaronder een raffinaderij van de Spaanse oliemaatschappij Repsol. Tarragona heeft ook een universiteit, de Universitat Rovira i Virgili.
Tarragona is sinds 2008 door middel van de AVE, de Spaanse hogesnelheidstrein, verbonden met Madrid en Barcelona. Doordat het betreffende station, Camp de Tarragona, ver buiten het stadscentrum is gelegen, heeft de verbinding geen noemenswaardige verbetering van de regionale infrastructuur opgeleverd.

## Demografische ontwikkeling
Bron: INE; 1857-2011: volkstellingen
Opm: Bevolkingscijfers in duizendtallen; aanhechting van Tamarit (1950) en La Canonja (1964); in 2010 werd La Canonja terug een zelfstandige gemeente

## Geografie
De stad ligt aan de kust van de Middellandse Zee, aan de zogenaamde Costa Daurada.
- Alicante/Alacant: 446 kilometer
- Barcelona: 106 kilometer
- Girona: 192 kilometer
- Granada: 767 kilometer
- Lleida: 101 kilometer
- Madrid: 550 kilometer
- Teruel: 348 kilometer
- València: 260 kilometer
- Zaragoza: 235 kilometer

## Bezienswaardigheden

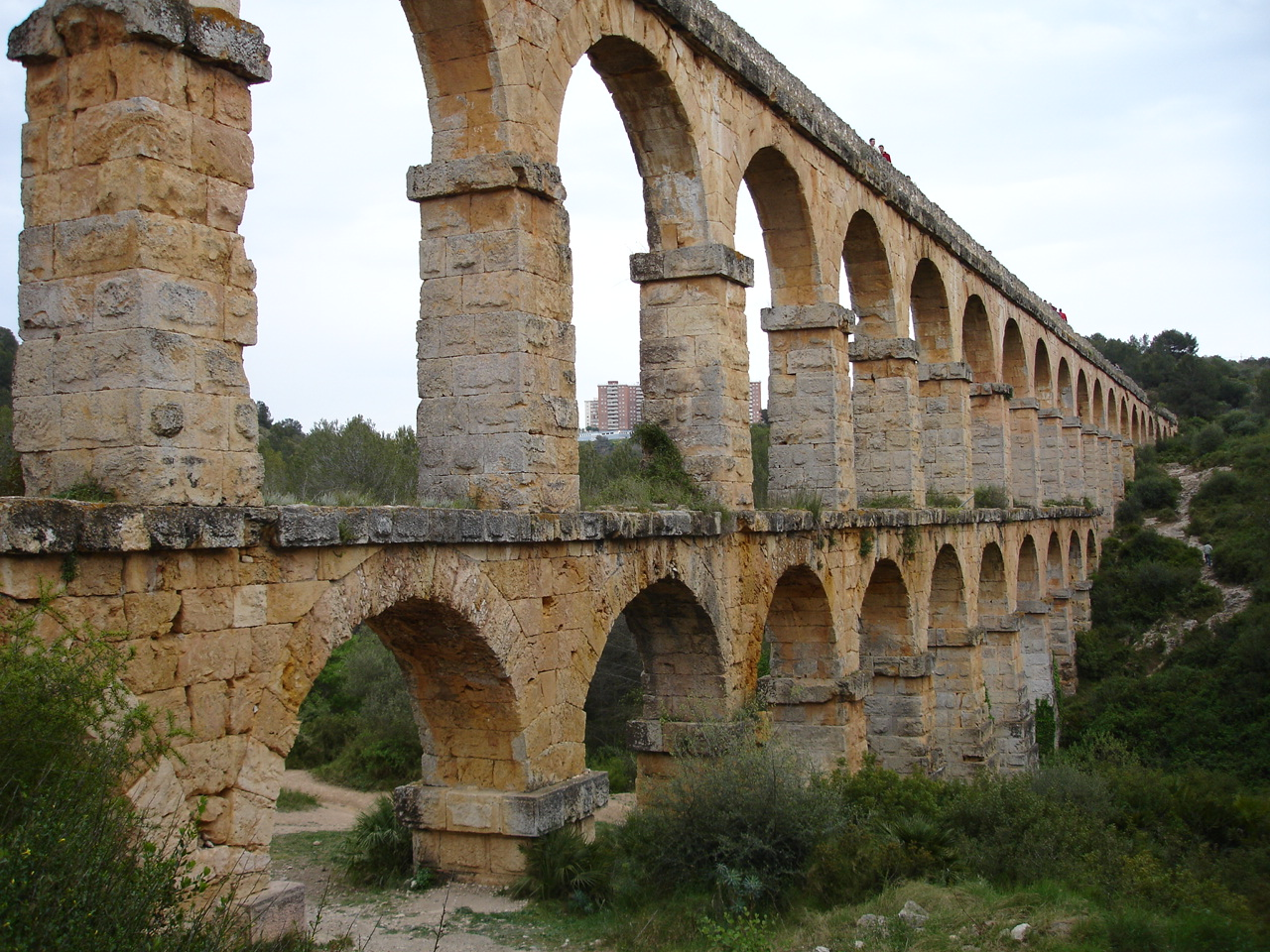
Het Romeinse aquaduct

In de stad vindt men een aantal historische monumenten. Een hiervan, de ruïnes van het oude Tarraco uit de Romeinse tijd, staat op de Werelderfgoedlijst van UNESCO. De ruïnes bestaan uit 14 aparte bouwwerken, die als één archeologische verzameling worden beschouwd. Andere bezienswaardigheden in Tarragona zijn:
- Het historisch centrum: In het oude centrum van de stad vindt men onder andere overblijfselen van het oude Romeinse comitium. Ook zijn aanzienlijke delen van de oorspronkelijke stadsmuur te zien doordat deze nog steeds als buitenmuur van woningen dienen.
- Met de bouw van de kathedraal werd begonnen in 1171. In 1331 werd de kathedraal voltooid.
- Het Amfitheater van Tarraco: Het amfitheater stamt uit de 2e eeuw. Het bevat onder andere overblijfselen van een Visigotische basiliek en een Romaanse kerk.
- De centrale markt: de markt van Tarragona bevindt zich in een modernistisch gebouw, geconstrueerd in 1915. De architect van dit bouwproject was Josep Maria Jujol i de Barberà.
- El Balcó del Mediterrani (Het balkon van de Middellandse Zee): Een uitkijkpunt aan het einde van een van de ‘rambla’ van de stad, waar vanuit een deel van de stad, de haven en de Middellandse Zee kunnen worden gezien.
- Het Romeinse circus.
- Het Romeinse aquaduct, El Pont del Diable (Duivelsbrug) genaamd, en buiten de stad aan de snelweg AP-7 gelegen.
- Het Nationaal archeologisch museum
- La Catedral de Santa Maria (de Santa Maria Kathedraal).
- De provinciale Openbare Bibliotheek Tarragona, naast een gewone uitleenbibliotheek, ook een erfgoedbibliotheek met een belangrijke collectie handschriften, wiegedrukken en antieke boeken.

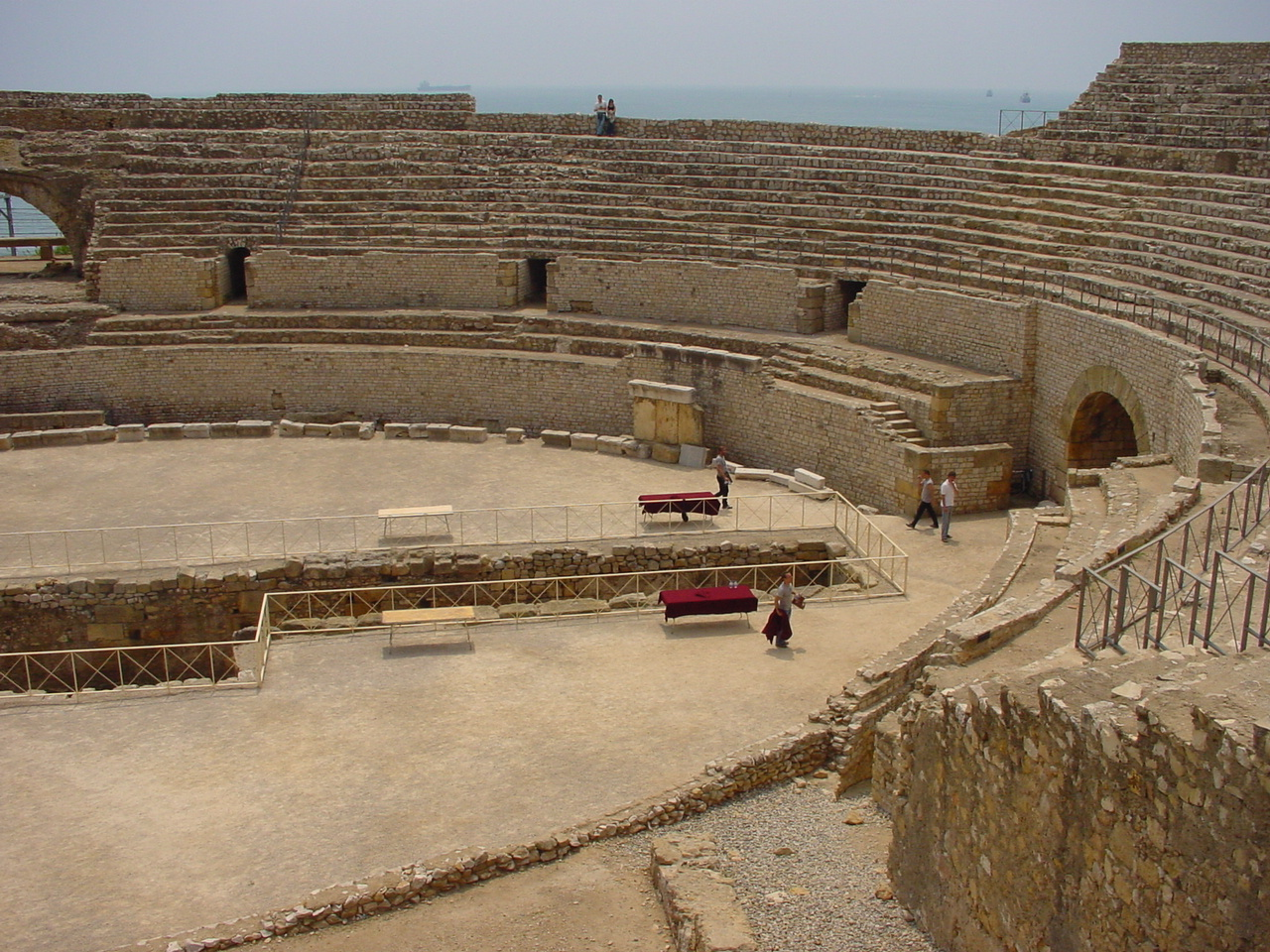
Binnenkant van het Amfitheater
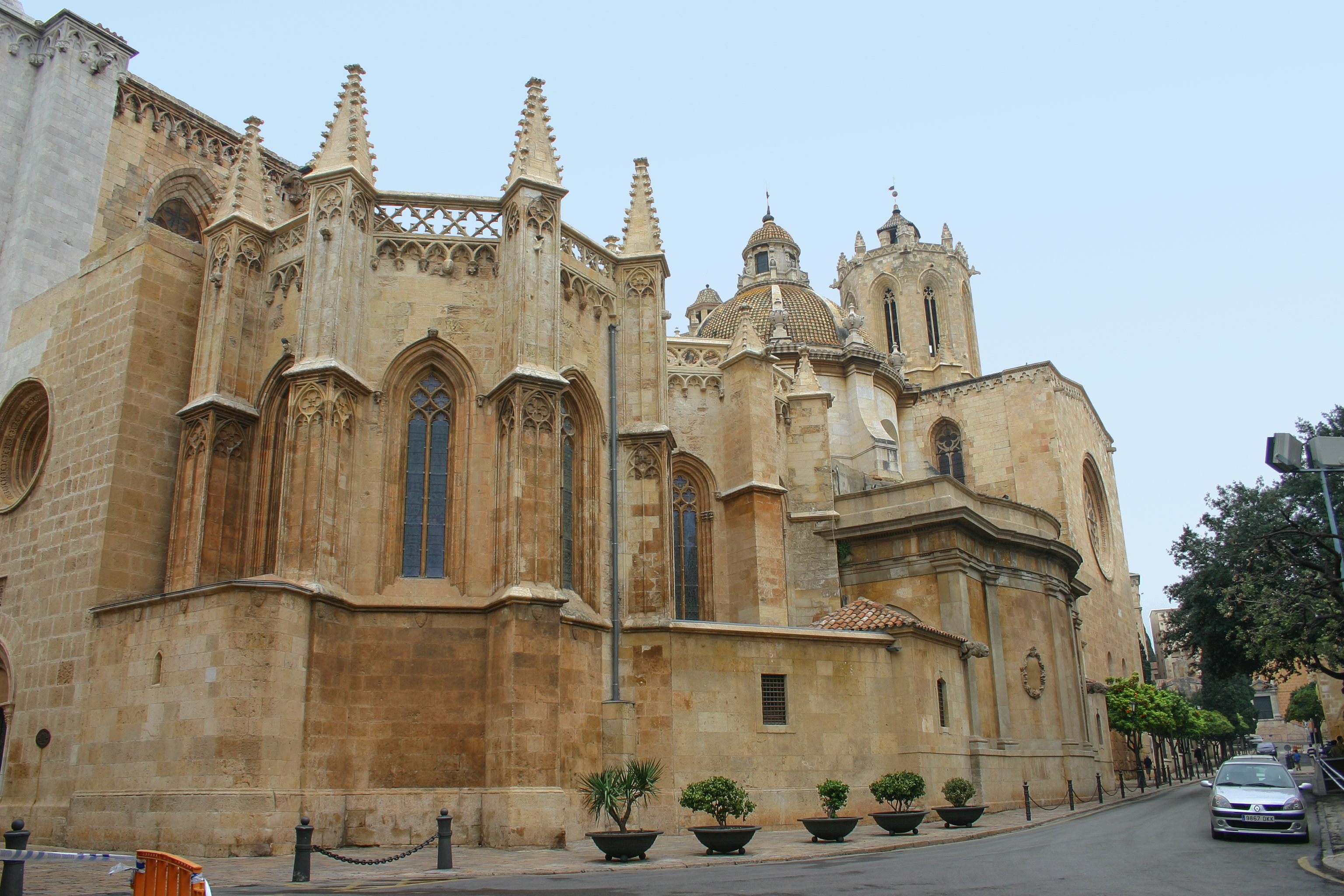
Kathedraal van Tarragona
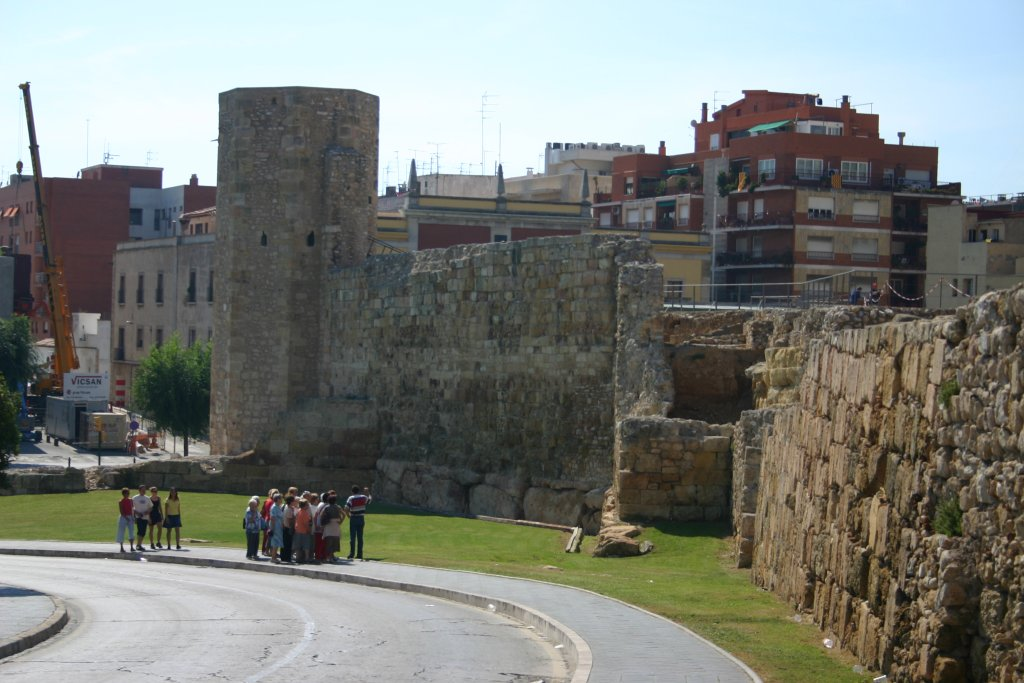
Het oude Romeinse Circus
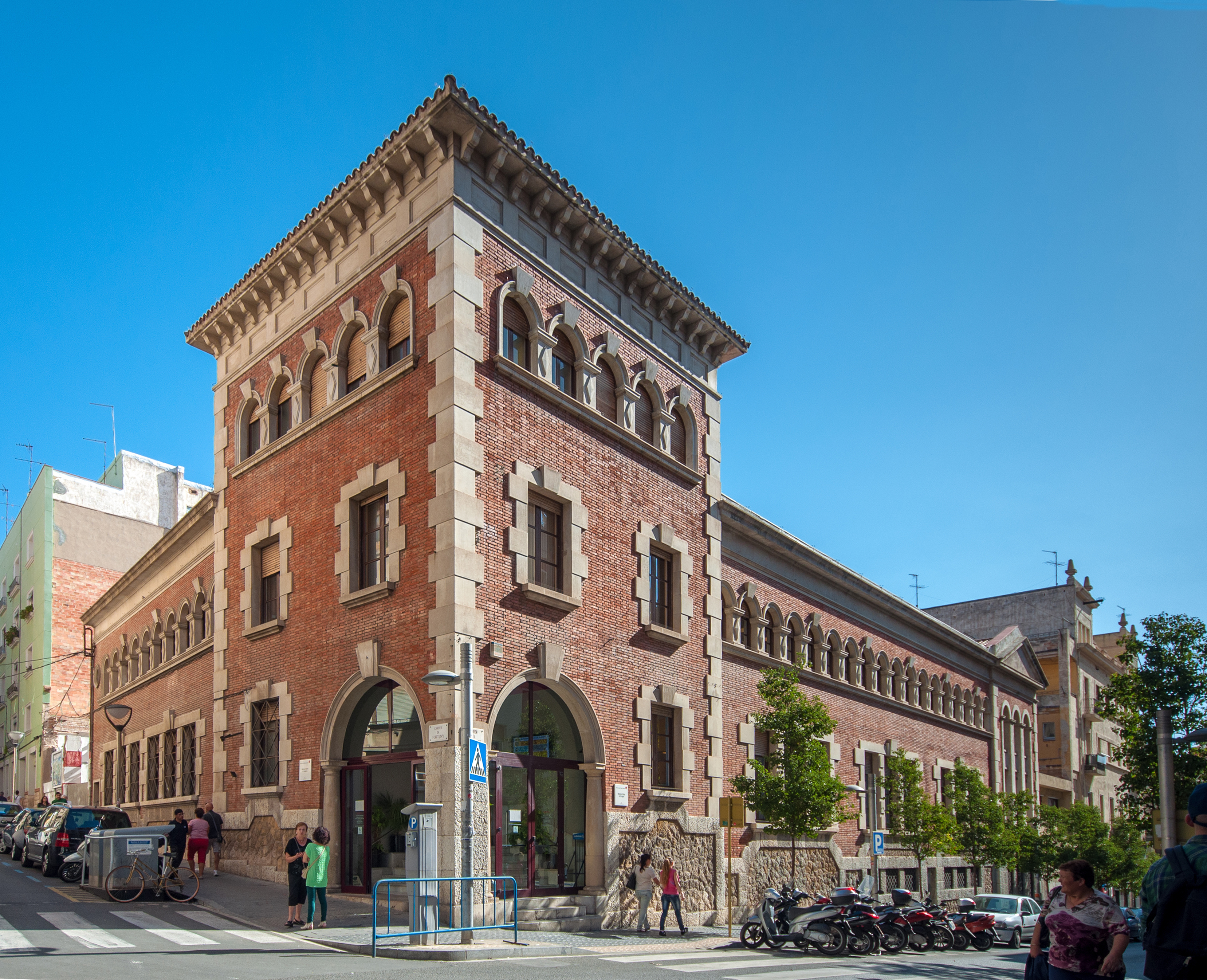
De Openbare Bibliotheek

## Sport
Gimnàstic de Tarragona is de professionele voetbalclub van Tarragona en speelt in het Nou Estadi. De club speelde meerdere seizoenen op het hoogste Spaanse niveau, de Primera División.

## Geboren in Tarragona
- Josep Maria Jujol (1879-1949), architect (modernisme català)
- Josep-Pau Virgili i Sanromà (1895 -1993), drukker, uitgever en bibliofiel
- Jordi Font i Rodon (1924-2024), jezuïet, psychiater, hoogleraar
- Xavier Florencio (1979), wielrenner
- Natalia Rodríguez (1979), atlete
- Eduard Prades (1987), wielrenner
- Alberto Varo (1993), voetballer

## Stedenbanden
- Alghero (Italië)
- Avignon (Frankrijk)
- Klagenfurt (Oostenrijk)
- Orléans (Frankrijk)
- Pompeï (Italië)
- Stafford (Engeland)